# Distretto di Dilla
Dilla è un distretto somalo che prende il nome dalla sua città capoluogo. Si trova nella parte nord-occidentale dell'Adal, regione del Somaliland.
Questo distretto è abitato solamente dai Mohamuud Nuur, una delle due sotto-divisioni dei Reer Nuur, un clan del Makahiil Gadabuursi.